# 타밈 안사리

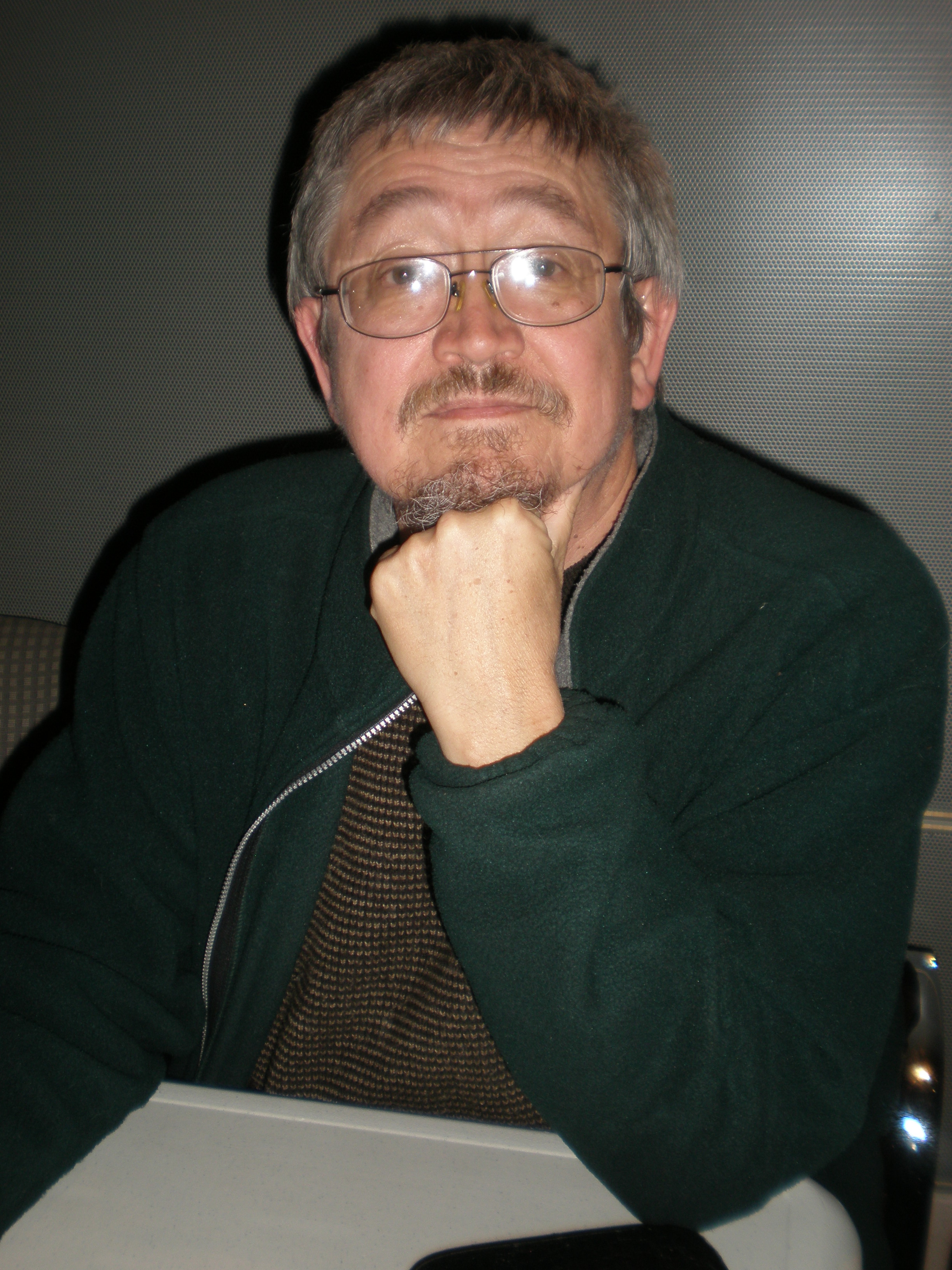

미르 타밈 안사리(1948년 11월 4일 ~)는 아프가니스탄계 미국 작가이자 연설가이다. 그는 '카불의 서쪽, 뉴욕의 동쪽' (West of Kabul, East of New York) 서적의 저자이며 엔카르타 사이트의 칼럼니스트이다.

## 어린 시절
안사리는 아프가니스탄에서 태어나서 고등학교까지 다녔다. 이후 미국의 기숙학교인 콜로라도 록키 마운틴 스쿨과, 리드 대학교에 다녔다.

## 활동
2001년, 안사리는 탈레반을 비난하는 이메일을 작성하였고, 미국을 아프가니스탄에 정치적 변화를 줄 수 있는 존재로서 지칭하면서 주목을 받았다. 사람들은 해당 이메일을 널리 퍼트렸는데, 이는 아프가니스탄에 폭격을 퍼부어 석기 시대로 만들어버리자는 주장에 대한 응답이었다.
그의 저작 '미망인의 남편'은 19세기의 영국의 아프가니스탄 침공에 대해 아프가니스탄인과 영국인의 두 가지 시각을 통해 다룬 소설이다.
'이슬람의 눈으로 본 세계사' (Destiny Disrupted: A History of the World Through Islamic Eyes, 류한원 역, 2011, 뿌리와이파리)는 노스캐롤라이나에서 일반 논픽션 부분 2010년 서적상을 수상하였다. 또한 그는 샌프란시스코 작가모임의 사회자이다.
현재 그는 샌프란시스코에 아내와 두 딸과 함께 살고있다.

## 참조
1. ↑  http://tcotrel.tripod.com/afghanletter.html